# Casa a prima vista
Casa a prima vista è un programma televisivo italiano di genere reality, che fa parte del palinsesto di Real Time dal 2024, basato sul format televisivo Chasseurs d'appart.

## Struttura del programma
Casa a prima vista è basato sul format francese Chasseurs d'appart (titolo internazionale Flat Hunters) in onda a partire dal 2015 e successivamente adattato per Belgio, Paesi Bassi, Germania e Norvegia.
Nel quartier generale, rispettivamente di Roma o di Milano, tre agenti immobiliari si sfidano per soddisfare le richieste di clienti in cerca di una casa nelle due città, o in altri comuni non necessariamente limitrofi: in alcuni casi, infatti, la ricerca si sposta in altre località, tra le quali Genova, Brescia, Napoli, Torino, Bergamo, Bologna, Parma, Como, La Spezia, Bolzano, Lago di Garda, Litorale del Circeo, Costiera Amalfitana, Lago d'Orta. La puntata inizia con l'intervento degli acquirenti che espongono in video un elenco delle caratteristiche richieste per la casa ideale, in termini di posizione, metratura, ambienti, spazi esterni ed eventuali pertinenze, dichiarando poi il budget disponibile per l'acquisto. Successivamente, ognuno dei tre agenti, esaminate varie opzioni con i propri collaboratori, sceglie una casa che andrà a visitare con i clienti.
Durante ciascuno dei tre sopralluoghi, l'agente di turno illustra i punti di forza della soluzione proposta, mentre gli acquirenti si confrontano in tempo reale sui pro ed i contro della casa che stanno visionando. Nel frattempo gli altri due agenti, con l'ausilio di un tablet, commentano l'andamento della visita, seduti all’interno del van del programma, appostato poco lontano. Terminato il terzo sopralluogo, i tre agenti si riuniscono nel van per rientrare alla base, e si punzecchiano vicendevolmente, sottolineando le presunte carenze delle case degli "avversari", ciascuno ostentando sicurezza nella propria vittoria. Dopo aver ulteriormente comparato le tre offerte, i candidati acquirenti accedono al cospetto degli agenti, riassumono le proprie impressioni ed eleggono la proposta ritenuta migliore. L'agente vincitore della puntata si aggiudica in tal modo un premio in denaro, mentre agli acquirenti vengono donati complementi d'arredo, linee di prodotti per la casa, o elementi tecnologici e di domotica.
Lo svolgimento di ciascun sopralluogo è commentato e riassunto dalla voce fuori campo di Andrea Pellizzari, il quale con garbata ironia evidenzia il modo in cui gli agenti enfatizzano le diverse situazioni illustrate ai compratori. Pellizzari è anche apparso occasionalmente in video, con fulminei blitz in esterno, in alcune puntate ambientate a Milano.
Nella terza e nella quarta stagione, durante lo scorrere dei titoli di coda, in un riquadro dello schermo uno degli agenti spiega un termine tecnico dei settori edilizio ed immobiliare, oppure espone le fasi di un adempimento amministrativo connesso alla procedura di compravendita o locazione di case e appartamenti. 
Dalla quinta stagione, le puntate si chiudono con il siparietto "Svista", una breve antologia con dietro le quinte, piccoli errori e scene tagliate.
La sesta stagione ha visto dieci episodi basati sul quartier generale di Lucca, con tre nuovi agenti che hanno accompagnato acquirenti e spettatori non solo nella città pucciniana, ma anche a Firenze, a Livorno, in Versilia ed in altre località della costa toscana.

## Cast
Legenda      Agente di Milano     Agente di Roma     Agente di Lucca
| Agente                | Edizione | Edizione | Edizione | Edizione | Edizione | Edizione | Totale |
| Agente                | 1ª       | 2ª       | 3ª       | 4ª       | 5ª       | 6ª       | Totale |
| --------------------- | -------- | -------- | -------- | -------- | -------- | -------- | ------ |
| Gianluca Torre        |          |          |          |          |          |          | 6      |
| Ida di Filippo        |          |          |          |          |          |          | 6      |
| Mariana D'Amico       |          |          |          |          |          |          | 6      |
| Blasco Pulieri        |          |          |          |          |          |          | 6      |
| Nadia Mayer           |          |          |          |          |          |          | 6      |
| Corrado Sassu         |          |          |          |          |          |          | 6      |
| Matteo Nencioni       |          |          |          |          |          |          | 1      |
| Moira Quartieri       |          |          |          |          |          |          | 1      |
| Nico Tedeschi         |          |          |          |          |          |          | 1      |
| Guest                 |          |          |          |          |          |          |        |
| Lorenzo Magni         |          |          |          |          |          |          | 4      |
| Edoardo Tommasi       |          |          |          |          |          |          | 3      |
| Natalina Liguori      |          |          |          |          | 2        |          |        |
| Paola Delpoio         |          |          |          |          |          | 1        |        |
| Catia Sacconi         |          |          |          |          |          | 1        |        |
| Thomas Alan Wilkinson |          |          |          |          |          | 1        |        |
| Yasemin Baysal        |          |          |          |          |          | 1        |        |
| Damiano Gallo         |          |          |          |          |          | 1        |        |

### Vittorie
| Agente                | Vittorie | Vittorie | Vittorie | Vittorie | Vittorie | Vittorie | Totale |
| Agente                | 1ª       | 2ª       | 3ª       | 4ª       | 5ª       | 6ª       | Totale |
| --------------------- | -------- | -------- | -------- | -------- | -------- | -------- | ------ |
| Gianluca Torre        | 9        | 11       | 8        | 7        | 6        | 2        | 43     |
| Mariana D'Amico       | 10       | 11       | 7        | 7        | 4        | 7        | 46     |
| Ida di Filippo        | 9        | 12       | 7        | 7        | 7        | 5        | 47     |
| Corrado Sassu         | 3        | 8        | 6        | 6        | 5        | 4        | 32     |
| Blasco Pulieri        | 3        | 9        | 6        | 5        | 6        | 3        | 32     |
| Nadia Mayer           | 4        | 8        | 6        | 7        | 5        | 4        | 34     |
| Matteo Nencioni       |          |          |          |          |          | 3        | 3      |
| Moira Quartieri       | 4        | 4        |          |          |          |          |        |
| Nico Tedeschi         | 3        | 3        |          |          |          |          |        |
| Guest                 |          |          |          |          |          |          |        |
| Lorenzo Magni         | 2        | 0        |          |          | 0        | 0        | 2      |
| Natalina Liguori      |          | 0        |          | 1        |          |          | 1      |
| Edoardo Tommasi       | 1        | 0        | 0        |          | 1        |          |        |
| Paola Delpoio         | 0        |          |          |          | 0        |          |        |
| Catia Sacconi         | 0        |          | 0        |          |          |          |        |
| Thomas Alan Wilkinson | 0        |          | 0        |          |          |          |        |
| Yasemin Baysal        |          |          |          |          | 2        |          | 2      |
| Damiano Gallo         |          |          |          |          |          | 0        | 0      |
| Totale                | 40       | 60       | 40       | 40       | 35       | 35       | 250    |

## Edizioni
| Edizione | Rete televisiva | Messa in onda     | Messa in onda     | Episodi |
| Edizione | Rete televisiva | Inizio            | Fine              | Episodi |
| -------- | --------------- | ----------------- | ----------------- | ------- |
| 1ª       | Real Time       | 8 maggio 2023     | 30 giugno 2023    | 40      |
| 2ª       | Real Time       | 13 novembre 2023  | 23 febbraio 2024  | 60      |
| 3ª       | Real Time       | 20 maggio 2024    | 28 giugno 2024    | 40      |
| 3ª       | Real Time       | 2 settembre 2024  | 13 settembre 2024 | 40      |
| 4ª       | Real Time       | 16 settembre 2024 | 1º novembre 2024  | 40      |
| 4ª       | Real Time       | 7 aprile 2025     | 11 aprile 2025    | 40      |
| 5ª       | Real Time       | 17 febbraio 2025  | 4 aprile 2025     | 35      |
| 6ª       | Real Time       | 5 maggio 2025     | 20 giugno 2025    | 35      |

## Audience
| Edizione | Rete televisiva | Anno      | Programmazione | Programmazione | Programmazione | Programmazione | Programmazione | Programmazione | Programmazione | Collocazione      | Orario      | Durata |
| Edizione | Rete televisiva | Anno      | L              | M              | M              | G              | V              | S              | D              | Collocazione      | Orario      | Durata |
| -------- | --------------- | --------- | -------------- | -------------- | -------------- | -------------- | -------------- | -------------- | -------------- | ----------------- | ----------- | ------ |
| 1ª       | Real Time       | 2023      |                |                |                |                |                |                |                | access prime time | 20:25-21:30 | 60 min |
| 2ª       | Real Time       | 2023-2024 |                |                |                |                |                |                |                | access prime time | 20:25-21:30 | 60 min |
| 3ª       | Real Time       | 2024      |                |                |                |                |                |                |                | access prime time | 20:25-21:30 | 60 min |
| 4ª       | Real Time       | 2024-2025 |                |                |                |                |                |                |                | access prime time | 20:25-21:30 | 60 min |
| 5ª       | Real Time       | 2025      |                |                |                |                |                |                |                | access prime time | 20:25-21:30 | 60 min |
| 6        | Real Time       | 2025      |                |                |                |                |                |                |                | access prime time | 20:25-21:30 | 60 min |

## Accoglienza
Mario Manca di Vanity Fair Italia definisce il programma un «format vincente nella sua linearità» poiché «riusciamo a farci una nuotatina in quell'oceano impervio e pericoloso che è il mercato immobiliare di una delle città più proibitive d'Europa», trovando nella sua struttura «semplice quanto efficace», una «varietà della clientela» e «carisma dei tre agenti».  Giulia Turco di Fanpage.it sottolinea che il programma catturi gli spettatori «stregati dal piacere proibito di potersi intrufolare nelle visite degli scaltri agenti immobiliari» in un momento storico in cui «il tema del caro affitti scatena proteste nelle grandi città». Eva Elisabetta Zuccari di Today riscontra che il successo si basi «sull'ossessione tanto italiana per il mattone» e su «un cast impeccabile e irresistibile, azzeccato come difficilmente se ne riescono a comporre».
Beatrice Dondi scrivendo per L'Espresso  descrive il programma come «una sorta di piccolo culto da piccolo schermo» in cui «le vere star alla fine sono diventati gli agenti immobiliari». Tuttavia la giornalista esprime perplessità sul fatto che il programma premia «con una somma di denaro a fine puntata» anziché «riconoscere e certificare l’eroismo vero di chi oggi vuole provare a comprare una casa» in città in cui «i ragazzi protestano nelle tende e dove per prendere un mutuo ormai è necessario chiedere il mutuo». Anche Alessandro Pagani del Corriere della Sera resta meno entusiasta per il fatto che «si punta tutto sugli ego degli immobiliaristi che fanno il verso ai vari Enzo Miccio» e ritenendo che «visto una puntata viste tutte».

### Parodie del programma
Nell'ottobre 2024 nel programma di TV8 GialappaShow è presente una parodia intitolata Case che non ti puoi permettere a prima vista con l'imitazione di Gianluca Torre da parte di Ubaldo Pantani.